# ليتيس نوليز
ليتيس نوليز، كونتيسة إسكس وكونتيسة ليستر (8 نوفمبر 1543 - 25 ديسمبر 1634) نبيلة إنجليزية وأم لرجال البلاط روبرت ديفيروكس، إيرل إسكس الثاني ، والليدي بينيلوبي ريتش من خلال زواجها الثاني من روبرت دادلي، إيرل ليستر الأول الأمر الذي أثارت استياء الملكة إليزابيث الأولى بشكل كبير.
حفيدة آن بولين، وقريبة من إليزابيث منذ الطفولة، تزوجت في السابعة عشرة من عمرها من والتر ديفيروكس، فيسكونت هيريفورد، الذي أصبح بعد ذلك إيرل إسكس عام 1572. من المحتمل بعد ذهاب زوجها إلى أيرلندا عام 1573 أنها دخلت في علاقة مع روبرت دادلي، إيرل ليستر. كان هناك الكثير من الحديث خاصة عندما ماتت إيرل إسكس في أيرلندا من الزحار عام 1576. بعد ذلك بعامين تزوجت ليتيس نوليز من روبرت دادلي عندما تم إخبار الملكة بالزواج، طردت الكونتيسة إلى الأبد من البلاط الملكي، مما قلص حياتها الاجتماعية بشكل كبير. توفي طفل الزوجين روبرت، اللورد دينبي عن عمر يناهز الثالثة لحزن والديه الشديد وإنهاء كل احتمالات استمرار منزل دودلي. كان زواج ليتيس نوليز مع إيرل ليستر مع ذلك سعيدًا، بعد ستة أشهر فقط من وفاة إيرل كان زواجها الثالث من السيد كريستوفر بلونت الأصغر سنًا، والذي تزوجته عام 1589.